# Soleil (Verlag)
Soleil ist ein französischer Comicverlag.
Soleil wurde 1989 von dem Geschäftsmann und Comicfreund Mourad Boudjellal in Toulon gegründet. Zu Anfang wurden noch Klassiker wie Rahan oder Prinz Eisenherz in Sammelbänden verlegt. Nach einigen Jahren kamen verstärkt Fantasy und Manga ins Programm. Ein großer Erfolg war ab 1994 die Serie Lanfeust von Troy, die mit weiteren Serien aus der Troy-Welt fortgesetzt wurde. Seit 1998 erscheint das monatliche Magazin Lanfeust Mag mit humoristischen Fantasy-Comics aus dem Verlag. 2011 wurde der Verlag an Delcourt verkauft.

## Comicserien (Auswahl)
- Lanfeust von Troy
- Götterdämmerung
- Die Schiffbrüchigen von Ythaq
- Universal War One
- Die Druiden
- Loveless
- Princess Ai
- Minamoto Monogatari
- Amaenai de yo!!
- Rahan
- Prinz Eisenherz
- Phantom
- Tarzan
- Le sang du dragon
- Zombies
- Merlin
- Lancelot